# Ginstsporre
Ginstsporre (Linaria genistifolia) är en växtart, som idag ofta placeras i familjen grobladsväxter.

## Systematik
Traditionellt har arten placerats i familjen flenörtsväxter (Scrophulariaceae) men sentida studier placerar den istället i familjen grobladsväxter (Plantaginaceae).